# Новизна (фільм)
«Новизна» — мелодрама про молодих людей Мартіна та Габі, які шукали стосунки на одну ніч, але закохалися один у одного. Світова прем'єра стрічки відбулась 25 січня 2017 на кінофестивалі «Санденс».

## Сюжет
Молоді люди сучасного Лос-Анжелеса Мартін та Габі постійно користуються мобільним телефоном, інтернетом, знаходять друзів, не виходячи з дому. Для них найкращий варіант стосунків — секс на одну ніч. Мартін і Габі знайомляться один з одним через мобільний додаток. Мартін запрошує її на побачення та швидке знайомство переросло в серйозні стосунки, на які ці двоє зовсім не розраховували.

## У ролях
| Актор             | Роль   |
| ----------------- | ------ |
| Ніколас Голт      | Мартін |
| Лая Коста         | Габі   |
| Кортні Ітон       | Блейк  |
| Денні Г'юстон     | Ларрі  |
| Джессіка Генвік   | Джоанн |
| Метью Грей Габлер | Пол    |
| Мая Стоян         | Квінн  |
| Деніел Дзоватто   | Орен   |
| Пом Клементьєв    | Бетані |

## Створення фільму

### Виробництво
Зйомки фільму проходили в Лос-Анджелесі, США.

### Знімальна група
- Кінорежисер — Дрейк Дорімус
- Сценарист — Дрейк Дорімус
- Кінопродюсери — Дрейк Дорімус, Джон Файнмор, Роберт Джордж, Бен Йорк Джонс, Майкл А. Прусс, Майкл Шифер
- Кінооператор — Шон Штігемеєр
- Кіномонтаж — Ліза Ганнінг
- Композитор — Гвілім Голд, Кіган ДеВітт
- Художник-постановник — Кеті Байрон
- Художник по костюмах — Алана Моршид
- Підбір акторів — Кортні Брайт, Ніколь Деніелз[3].

## Сприйняття
Фільм отримав переважно схвальні відгуки. На сайті Rotten Tomatoes оцінка стрічки становить 67 % на основі 12 відгуків від критиків (середня оцінка 6,6/10) і 73 % від глядачів із середньою оцінкою 3,8/5 (159 голосів). Фільму зарахований «стиглий помідор» від кінокритиків та «попкорн» від глядачів, Internet Movie Database — 6,4/10 (1 358 голосів), Metacritic — 50/100 (8 відгуків критиків) і 7,8/10 (5 відгуків від глядачів).